# Столичні батончики
Столичні батончики — громадська волонтерська ініціатива з виготовлення енергетичних вітамінних батончиків для потреб українських воїнів. Координатор ініціативи — київська поетеса і громадська діячка Череп-Пероганич Тетяна Павлівна. Ініціатива реалізується в рамках діяльності ГО «Творча еліта України».
Від травня 2022 по серпень 2024 у рамках ініціативи групою волонтерів виготовлено і відправлено в гарячі точки 644 посилки із 62 638 енергетичних батончиків загальною вагою 4114 кг.

## Інгредієнти
У складі батончиків ядра горіху волоського, боби арахісу, насіння гарбуза, соняшника, кунжуту, льону, вівсяні пластівці, мед, шоколад, родзинки, чорнослив, курага, фініки, інжир, журавлина, яблука, груші, смородина, малина, лимони, апельсини, цукати ананасів, кокосова стружка тощо.
У ящики з батончиками кладуть також дитячі малюнки і поробки-сувеніри.

## Історія

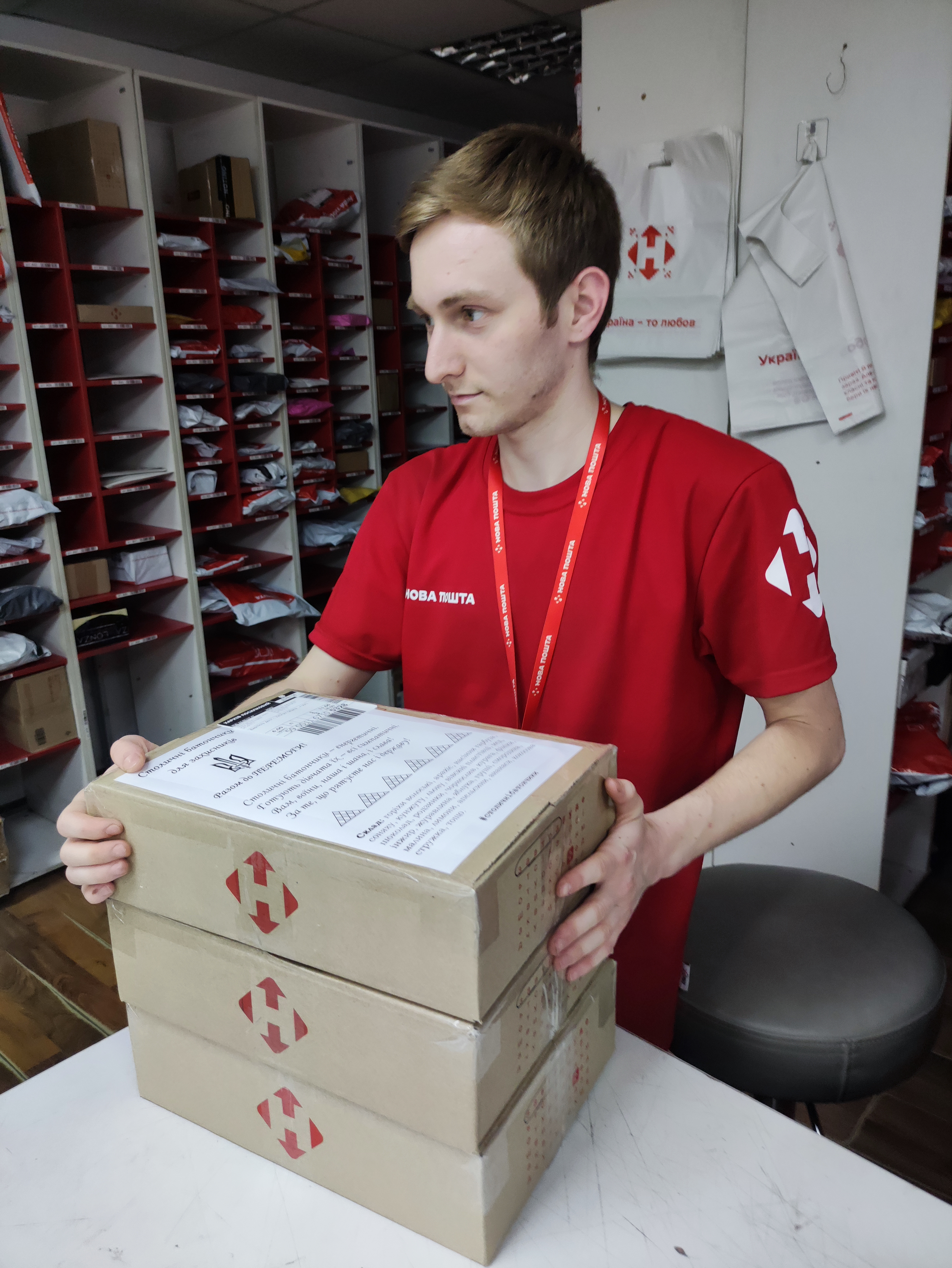
Працівник Нової пошти приймає до відправлення на Схід України посилки зі «столичними батончиками»

Ідея створення енергетичних батончиків виникла в місті Сколе Львівської області. Місцеві жінки та переселенки серед яких були й киянки Ольга Шевчук, Тетяна Череп-Пероганич, займалися плетінням маскувальних сіток. Після закінчення матеріалу для сіток, було вирішено робити енергетичні батончики для воїнів, які дозволяють швидко втамувати голод. Першу партію зробили 7 березня 2022 року, а потім удосконалювали склад інгредієнтів.
Повернувшись у Київ, Тетяна Череп-Пероганич залучила знайомих волонтерів та з початку травня 2022 року продовжила виготовлення батончиків на кухні у власній квартирі, позначаючи посилки хештегом #столичнібатончики.

## Відгуки
Боєць підрозділу аеророзвідки «Білий Вовк», Мальва Кржанівська пояснює: 
| Ми в підрозділі підрахували кілокалорії й виявилося, що одного-двох таких батончиків вистачає, щоб забезпечити потребу організму в поживних речовинах упродовж чотирьох годин. Тому часто наші хлопці беруть із собою запас батончиків, вирушаючи на нульові позиції, куди іноді складно будь-що підвезти. |

## Відзнаки
Волонтерська ініціатива «Столичні батончики» — переможець (З місце) регіонального конкурсу «Благодійна Київщина — 2023» в номінації «Інновації в доброчинності» що проводився в рамках Національного конкурсу «Благодійна Україна».

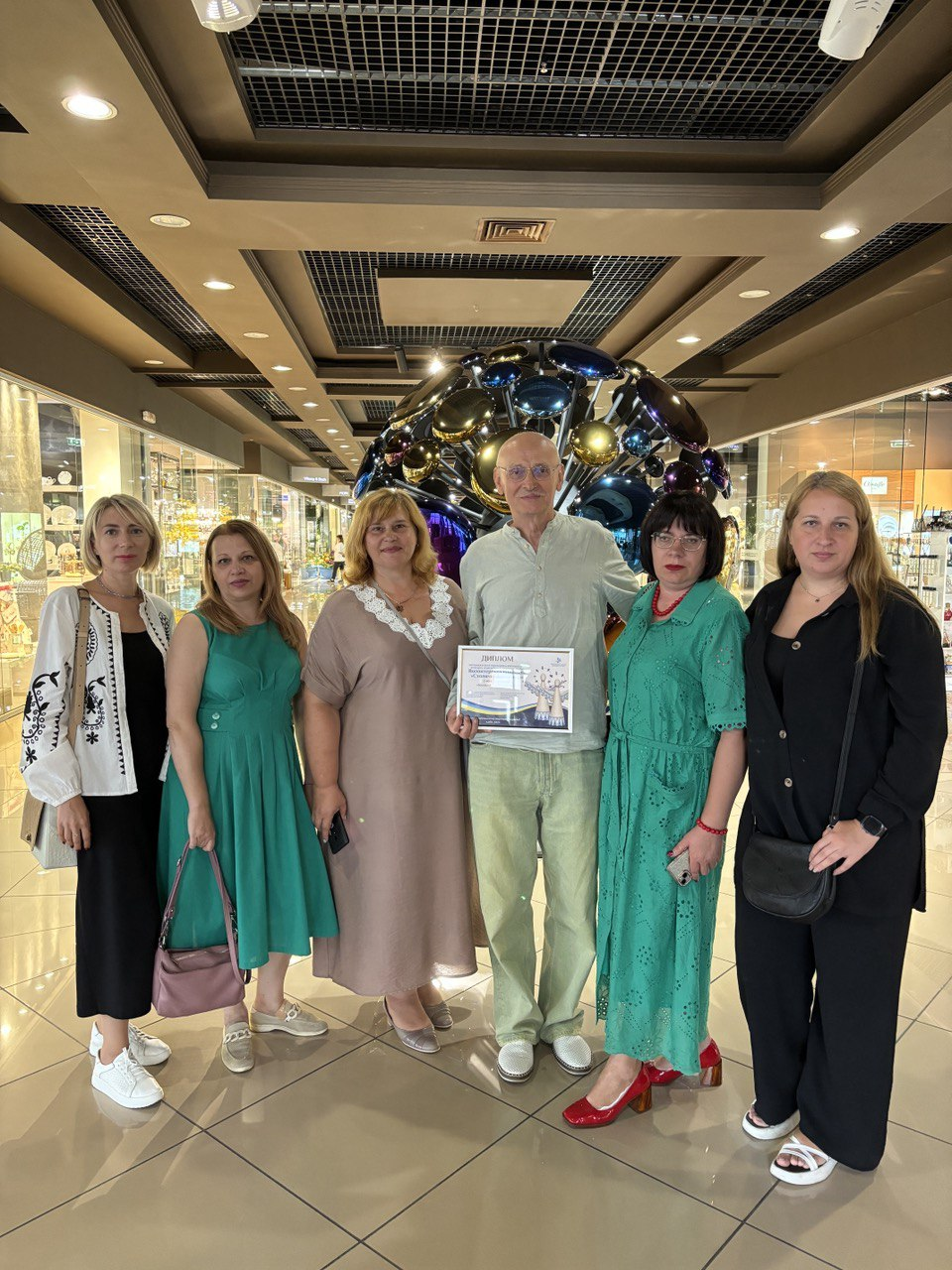
Частина учасників ініціативи
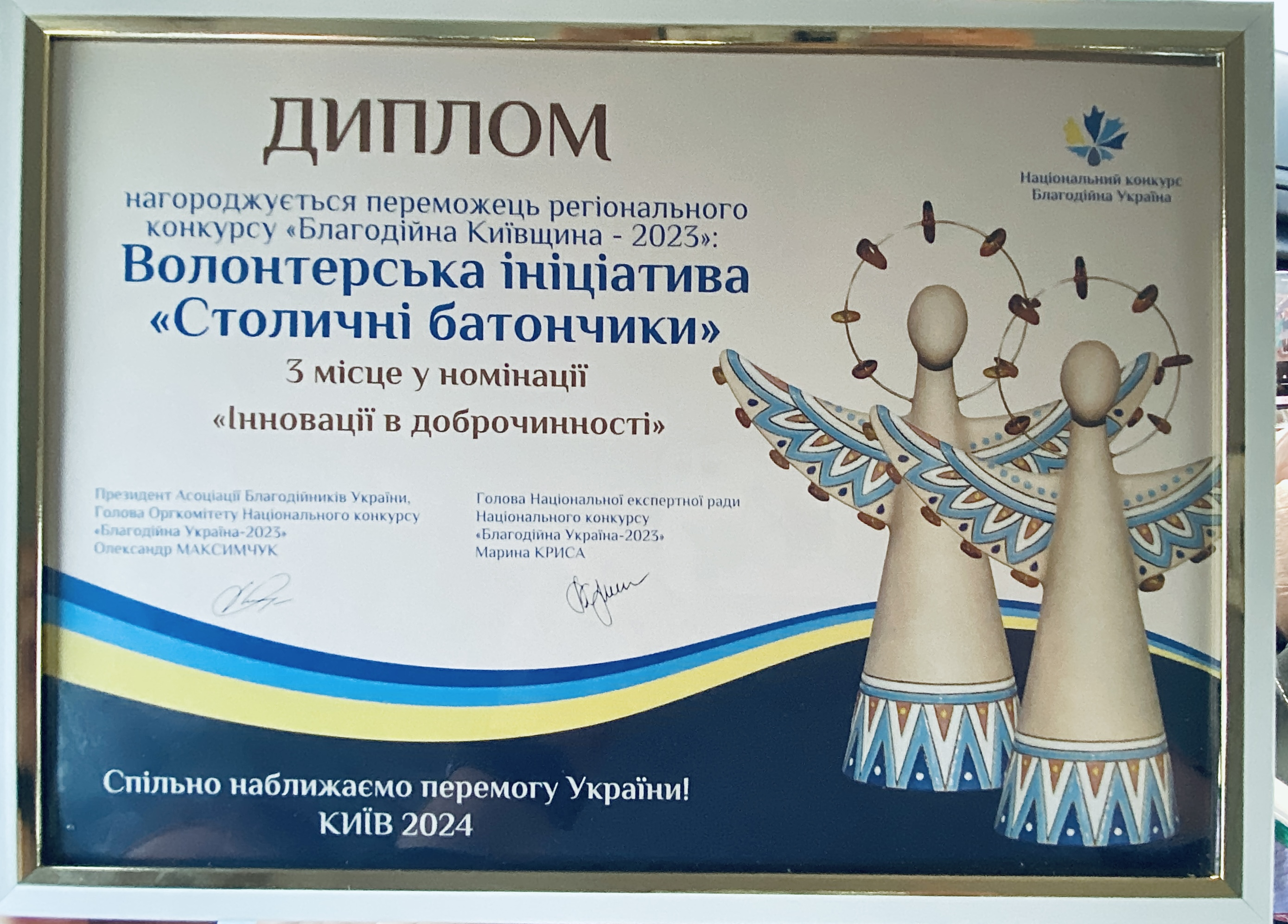
Диплом переможця